# (38352) 1999 RF151
1999 RF151 (asteroide 38352) é um asteroide da cintura principal. Possui uma excentricidade de 0.10953260 e uma inclinação de 14.72424º.
Este asteroide foi descoberto no dia 9 de setembro de 1999 por LINEAR em Socorro.